# Campeonato Mundial de Boxeo Aficionado de 2013
El XVII Campeonato Mundial de Boxeo Aficionado se celebró en Almaty (Kazajistán) entre el 14 y el 26 de octubre de 2013 bajo la organización de la Asociación Internacional de Boxeo (AIBA) y la Federación Kazaja de Boxeo.
Las competiciones se realizaron en el Palacio de Cultura y Deportes Baluan Sholak de la ciudad kazaja.

## Medallistas
| Evento                | Oro                              | Plata                             | Bronce                                                          |
| --------------------- | -------------------------------- | --------------------------------- | --------------------------------------------------------------- |
| Minimosca (49 kg)     | Birzhan Zhakypov · Kazajistán    | Mohamed Flisi Argelia             | Yosvany Veitía Soto · Cuba David Jiménez Rodríguez · Costa Rica |
| Mosca (52 kg)         | Mijail Aloyan · Rusia            | Jasurbek Latipov Uzbekistán       | Chatchai Butdee Tailandia Andrew Selby Gales                    |
| Gallo (56 kg)         | Cavid Çələbiyev Azerbaiyán       | Vladimir Nikitin · Rusia          | Kairat Yeraliyev · Kazajistán Mykola Butsenko · Ucrania         |
| Ligero (60 kg)        | Lázaro Álvarez Estrada · Cuba    | Robson Conceição · Brasil         | Berik Abdrajmanov · Kazajistán Domenico Valentino · Italia      |
| Wélter ligero (64 kg) | Merei Akshalov · Kazajistán      | Yasniel Toledo López · Cuba       | Éverton Lopes · Brasil Uranchimeguiin Mönj-Erdene · Mongolia    |
| Wélter (69 kg)        | Daniyar Yeleusinov · Kazajistán  | Arisnoidys Despaigne · Cuba       | Arajik Marutjan · Alemania Gabriel Maestre Pérez · Venezuela    |
| Medio (75 kg)         | Zhanibek Alimjanuly · Kazajistán | Jason Quigley Irlanda             | Artiom Chebotariov · Rusia Anthony Fowler · Inglaterra          |
| Semipesado (81 kg)    | Julio César La Cruz · Cuba       | Adilbek Niyazymbetov · Kazajistán | Joseph Ward Irlanda Oybek Mamazulunov Uzbekistán                |
| Pesado (91 kg)        | Clemente Russo · Italia          | Yevgueni Tishchenko · Rusia       | Teymur Məmmədov Azerbaiyán Yamil Peralta Jara Argentina         |
| Superpesado (+91 kg)  | Məhəmmədrəsul Məcidov Azerbaiyán | Ivan Dychko · Kazajistán          | Roberto Cammarelle · Italia Erik Pfeifer · Alemania             |

## Medallero
| Núm. | País       | Oro | Plata | Bronce | Total |
| ---- | ---------- | --- | ----- | ------ | ----- |
| 1    | Kazajistán | 4   | 2     | 2      | 8     |
| 2    | Cuba       | 2   | 2     | 1      | 5     |
| 3    | Azerbaiyán | 2   | 0     | 1      | 3     |
| 4    | Rusia      | 1   | 2     | 1      | 4     |
| 5    | Italia     | 1   | 0     | 2      | 3     |
| 6    | Brasil     | 0   | 1     | 1      | 2     |
| 6    | Irlanda    | 0   | 1     | 1      | 2     |
| 6    | Uzbekistán | 0   | 1     | 1      | 2     |
| 9    | Argelia    | 0   | 1     | 0      | 1     |
| 10   | Alemania   | 0   | 0     | 2      | 2     |
| 11   | Argentina  | 0   | 0     | 1      | 1     |
| 11   | Costa Rica | 0   | 0     | 1      | 1     |
| 11   | Inglaterra | 0   | 0     | 1      | 1     |
| 11   | Gales      | 0   | 0     | 1      | 1     |
| 11   | Mongolia   | 0   | 0     | 1      | 1     |
| 11   | Tailandia  | 0   | 0     | 1      | 1     |
| 11   | Ucrania    | 0   | 0     | 1      | 1     |
| 11   | Venezuela  | 0   | 0     | 1      | 1     |
|      | TOTAL      | 10  | 10    | 20     | 40    |